# Agrale
A Agrale é uma indústria automobilística brasileira, com sede em Caxias do Sul, no Rio Grande do Sul, onde mantém três parques fabris, além de uma unidade de produção em São Mateus, no Espírito Santo, e outra em Mercedes, na Argentina.
Produz motores a diesel, tratores, caminhões leves, chassis para ônibus e utilitários 4X4 para uso civil e militar. 
Nos anos 1980, montou motocicletas em uma unidade na Zona Franca de Manaus, hoje desativada, em parceria com a italiana Cagiva.   
É a única fabricante de caminhões e tratores de capital brasileiro.

## História
A Agrale foi fundada  como Agrisa - Indústria Gaúcha de Implementos Agrícolas S/A, no município de Sapucaia do Sul, em 14 de dezembro de 1962. Inicialmente montava pequenos tratores e cultivadores mecânicos, sob licença da marca alemã Bungartz.
No entanto, a Agrisa não conseguiu se firmar economicamente e entrou em processo de falência. Em outubro de 1965, o empresário industrial Francisco Stédile adquiriu seu controle acionário e transferiu a produção para Caxias do Sul, alterando o nome para Agrale Tratores e Motores S.A.
Atualmente conta com quatro plantas fabris no Brasil, sendo três em Caxias do Sul, onde monta caminhões leves e pesados, tratores, micro-ônibus e chassis, e outra em São Mateus, no Espírito Santo, responsável pela montagem de caminhões médios.
Na Argentina mantém uma unidade na cidade de Mercedes, onde produz chassis para ônibus, caminhões e tratores, além de uma divisão administrativa em Buenos Aires.

## Produtos
O segmento mais tradicional de atuação da Agrale é a fabricação de pequenos tratores com potência a partir de 14,7 cv, destinado principalmente para parreirais da região vinícola do estado do Rio Grande do Sul, nas proximidades da sede da empresa.
Porém, conta com uma linha de tratores com potência de até 168 cv, caminhões para até 22 toneladas de peso bruto total, motores diesel estacionários e chassis para ônibus.

### Tratores

#### Linha 500
Os tratores da linha 500 foram lançados em 2013. A linha é composta por tratores de 40 a 102 cv. Os modelos são 540 XT, 575 Compact, 575 Super e 5105.

#### Linha 4000

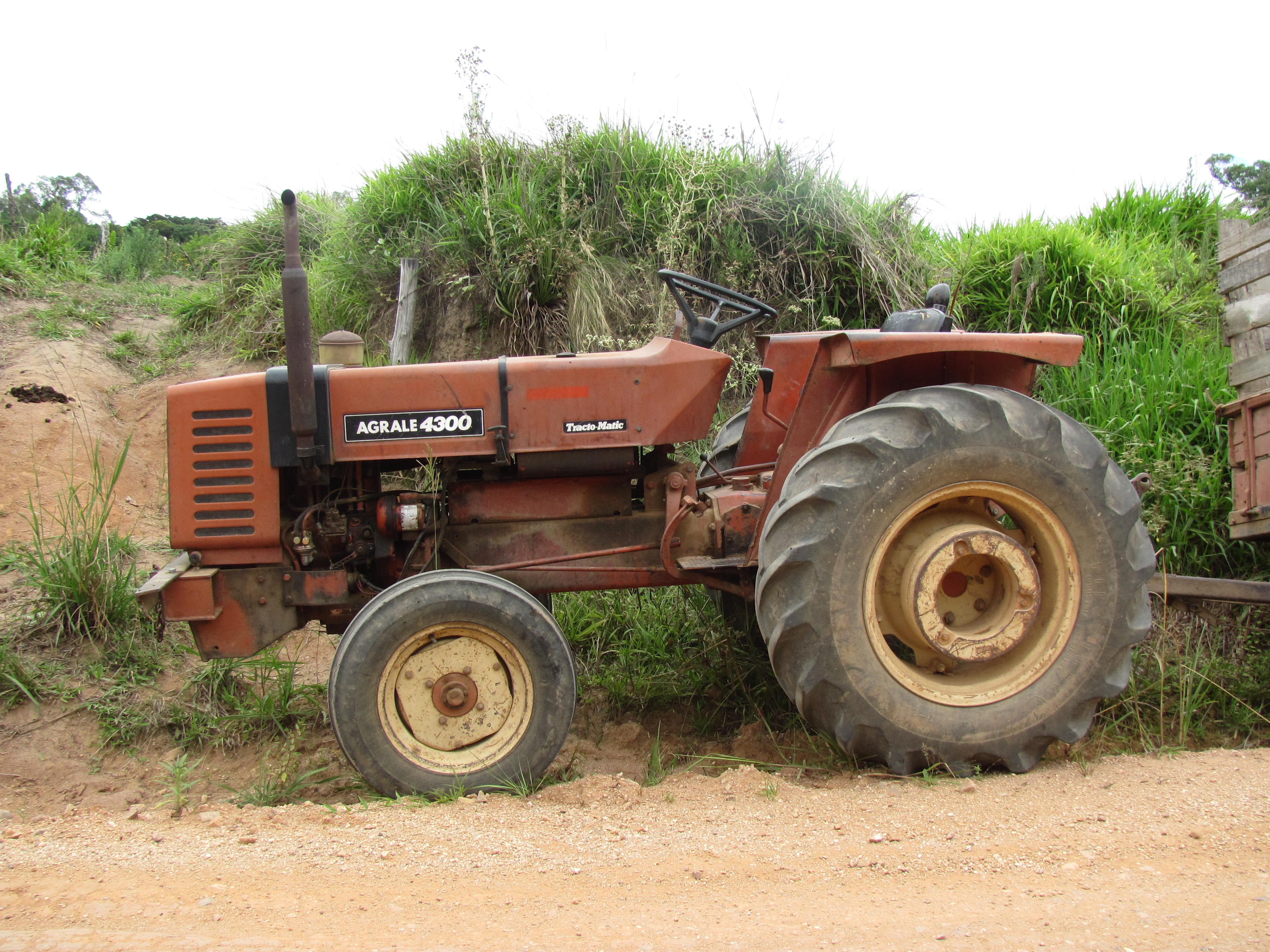
Trator Agrale modelo 4300

Os primeiros tratores produzidos pela Agrale foram os modelos 415, 416 e 420. O 420 deu origem ao modelo 4100 nas linhas seguintes, sendo produzido até os dias de hoje, com diversas alterações, principalmente estéticas.
A Linha 4000 era composta pelos modelos 4100, 4200 e 4300.
Atualmente o 4100, refrigerado a ar, 14,7cv, continua em produção, com muitas inovações, quando comparado às versões anteriores, e o modelo 4230, refrigerado a ar, 30cv, dispondo de versões 4X2, 4X4 e industrial, esta última com opção de motor a gás natural no trator 4100. Também fazem parte da linha, o trator 4118, refrigerado a água, com 18cv, apenas na versão 4x4, e os tratores de carga derivados do modelo 4230.4 (versão 4x4 do modelo 4230).

#### Linha 6000
É composta por três modelos com tração 4X4.
Estes modelos de tratores também são produzidos, desde 2014, na Argentina.
- BX6110 equipado com motor de 4 cilindros, MWM TD229 EC4 turbo, com potência de 77kw (105 cv).[carece de fontes?]
- BX6150 equipado com motor de 6 cilindros, MWM TD229 EC6 turbo, com potência de 103 kw (140 cv).[carece de fontes?]
- BX6180 equipado com motor de 6 cilindros MWM TD229 EC6 turbo, com potencia de 126 Kw (168 cv).[carece de fontes?]

#### Linha BX
A Linha BX foi produzida a partir dos anos 1990 e deu origem à atual Linha 6000.

### Caminhões

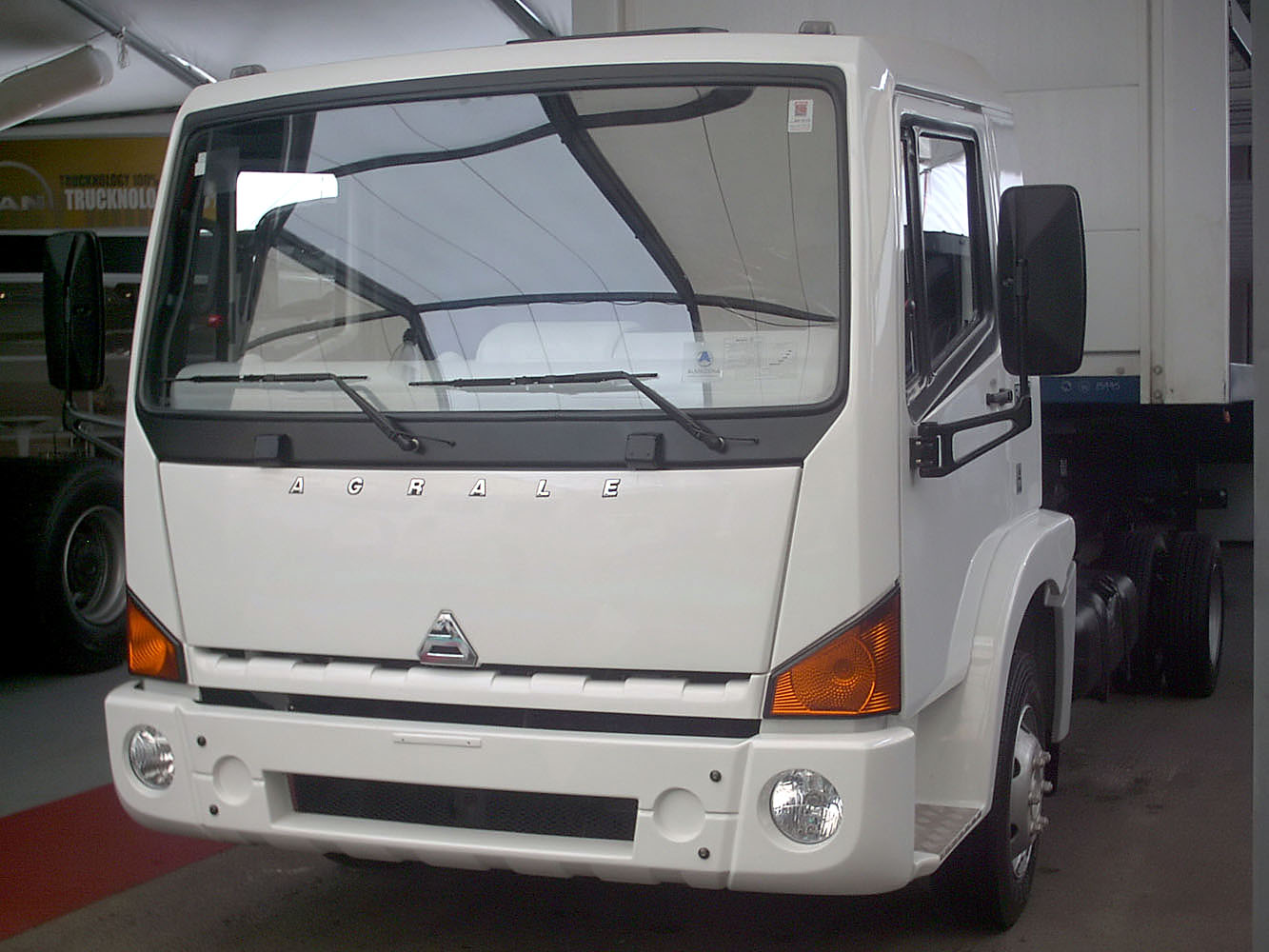
Caminhão Agrale 8500

Os primeiros caminhões foram os modelos TX-1100, TX-1200 e TX-1600, equipados com motores MWM 229.3 de três cilindros, ou Agrale M-790 de dois cilindros. Esse caminhões também foram fabricados na versão álcool e gasolina, utilizando o motor GM 4 cilindros do Opala.
Atualmente, produz caminhões que variam seu PBT de 7500 à 22 000 kg, mais recentemente com o 14000S 6x2. Produzidos com cabines de fibra de vidro, com resistência, durabilidade, isolamento térmico e acústico, equivalente ao das cabines de aço.
Também faz montagem de caminhões da marca International, marca adquirida pela Grupo NC2. Atualmente a Agrale monta caminhões pesados e leves para International, uma parceria que começou em 1998, onde foi montado o primeiro caminhão 4700 da marca.
Desde março de 2016, a Agrale assinou com a Foton Motor um acordo de cooperação para a montagem de caminhões leves da marca chinesa na planta fabril. 

### Utilitários

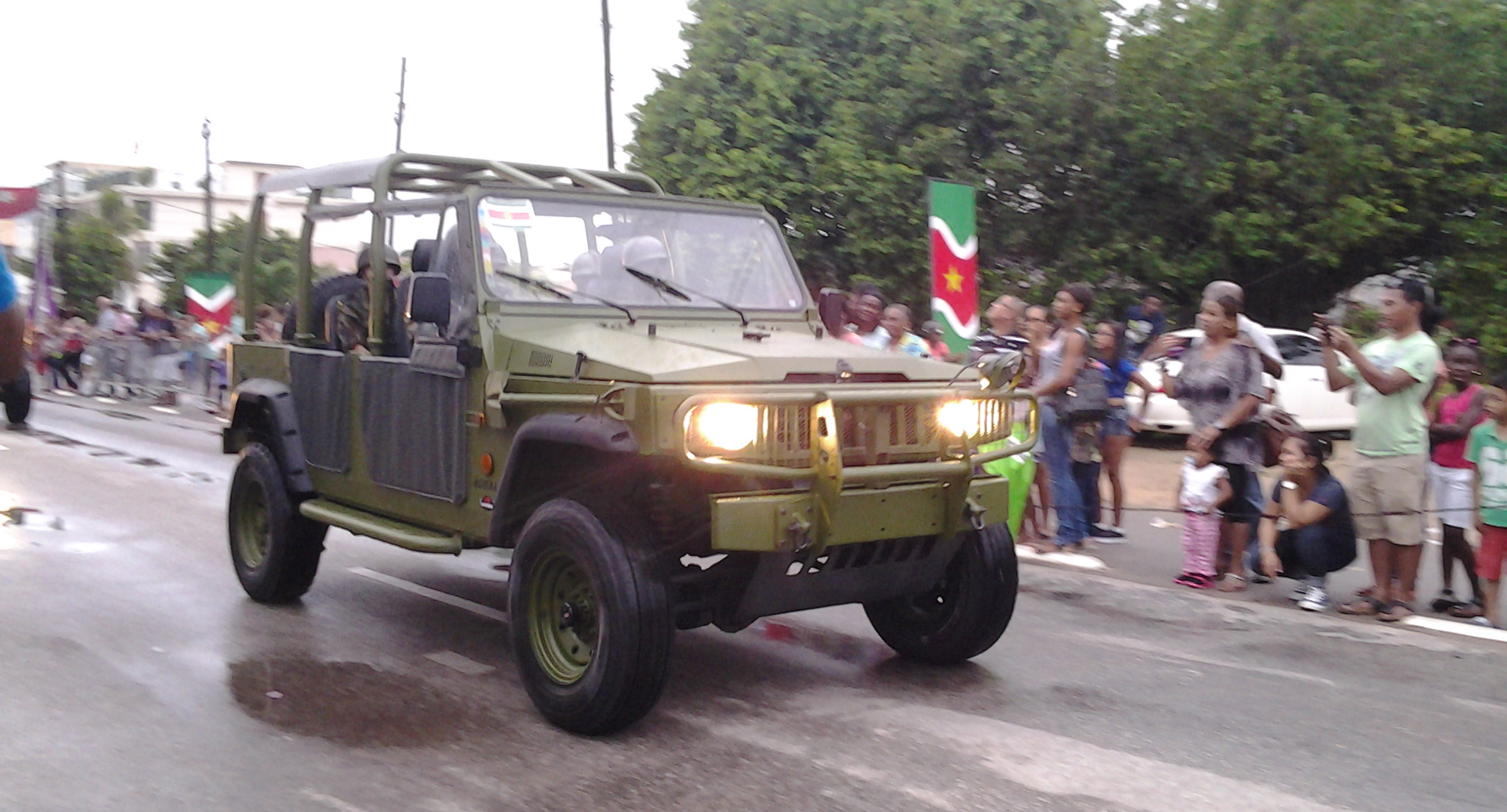
Marruá no Exército do Suriname.

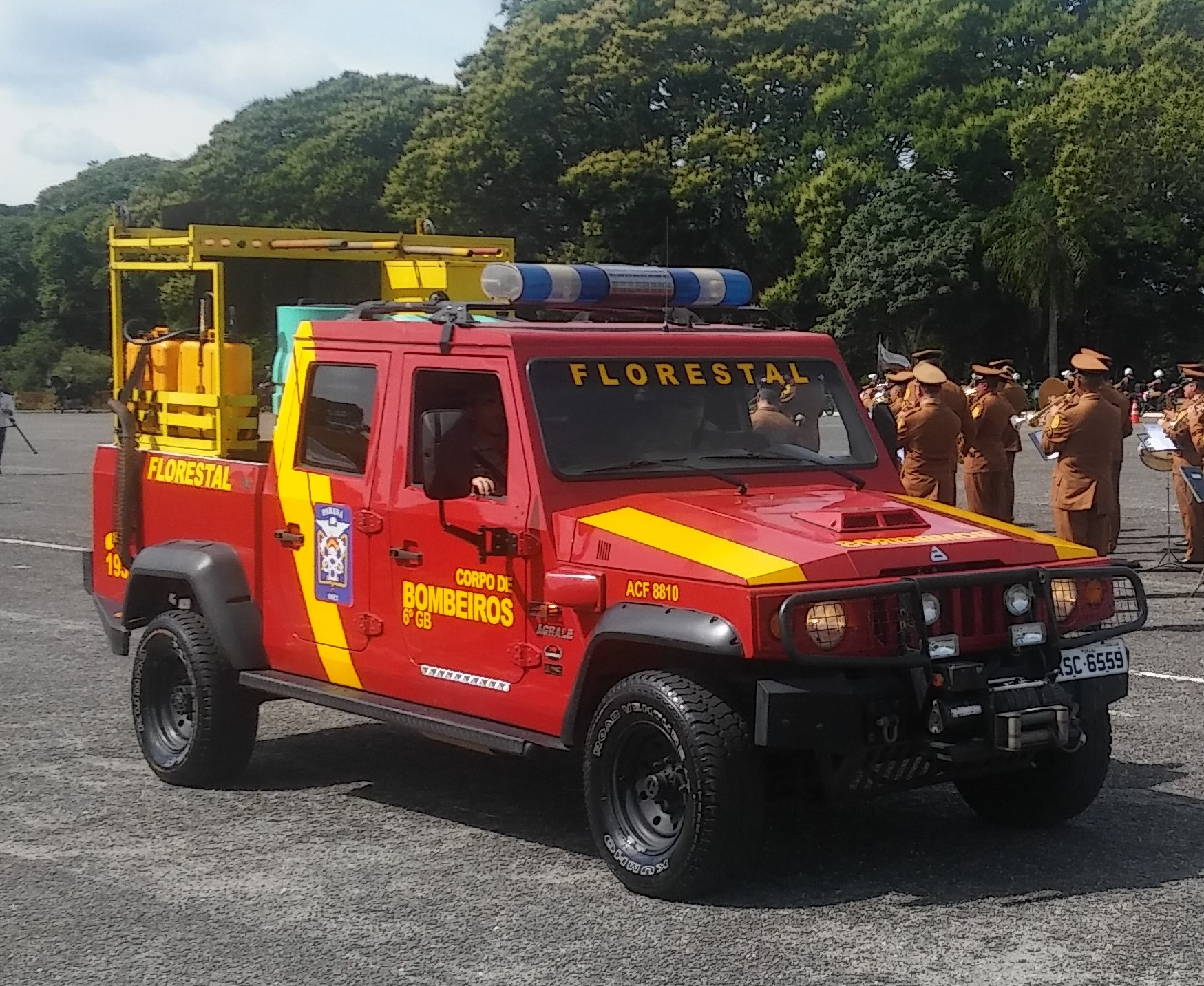
Viatura do Corpo de Bombeiros do Paraná.

Utilitário Marruá, veículo de tração 4x4, cujos direitos de produção foram adquiridos junto à massa falida da Engesa. É fabricado nas versões jipe, camionete e caminhão leve, para uso civil e militar.

### Chassis

#### Chassis de Micro ônibus

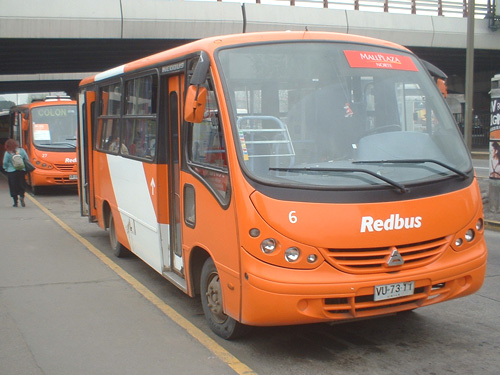
Neobus Thunder + 2004 com chassi Agrale MA 9.2 no Chile

- MA 5.5 T
- MA 7.5
- MA 7.9
- MA 8.5
- MA 8.5 T
- MA 8.5 Super
- MA 8.7 Euro V
- MA 9.2
- MA 9.2 Euro V
- MA 9.2 Green E-tronic
- MA 10.0
- MA 10.0 Euro V

#### Chassis para midi e ônibus
- MA
- MA 8.5[carece de fontes?]
- MA 12.0[carece de fontes?]
- MA 12.0 euro V
- MA 15.0 Euro III / Euro V[carece de fontes?]
- MA 17.0 euro V
- MT
- MT 12.0 LE Euro III / Euro V
- MT 12.0 Sb[carece de fontes?]
- MT 15.0 Buggy
- MT 15.0 LE Euro III / Euro V[carece de fontes?]
- MT 15.0 SB
- MT 17.0[carece de fontes?]
- MT 17.0 Bogie[carece de fontes?]
- MT 27.0 Chassi articulado fabricado na planta argentina[carece de fontes?]

### Motocicletas
A Agrale assinou parceria em 1984, com a Cagiva, uma fabricante italiana de motos. Produziu motocicletas entre 1984 e 1997 na planta de Manaus, hoje desativada.
Os modelos fabricados foram:   
- SL, SS, XT 50
- City 50
- City 90
- SXT 16.5
- Elefant 16.5
- SXT 27.5
- SXT 27.5 E (Explorer)
- Elefant 27.5
- 30.0 Dakar
- Explorer
- SST 13.5
- Elefantre 30.0

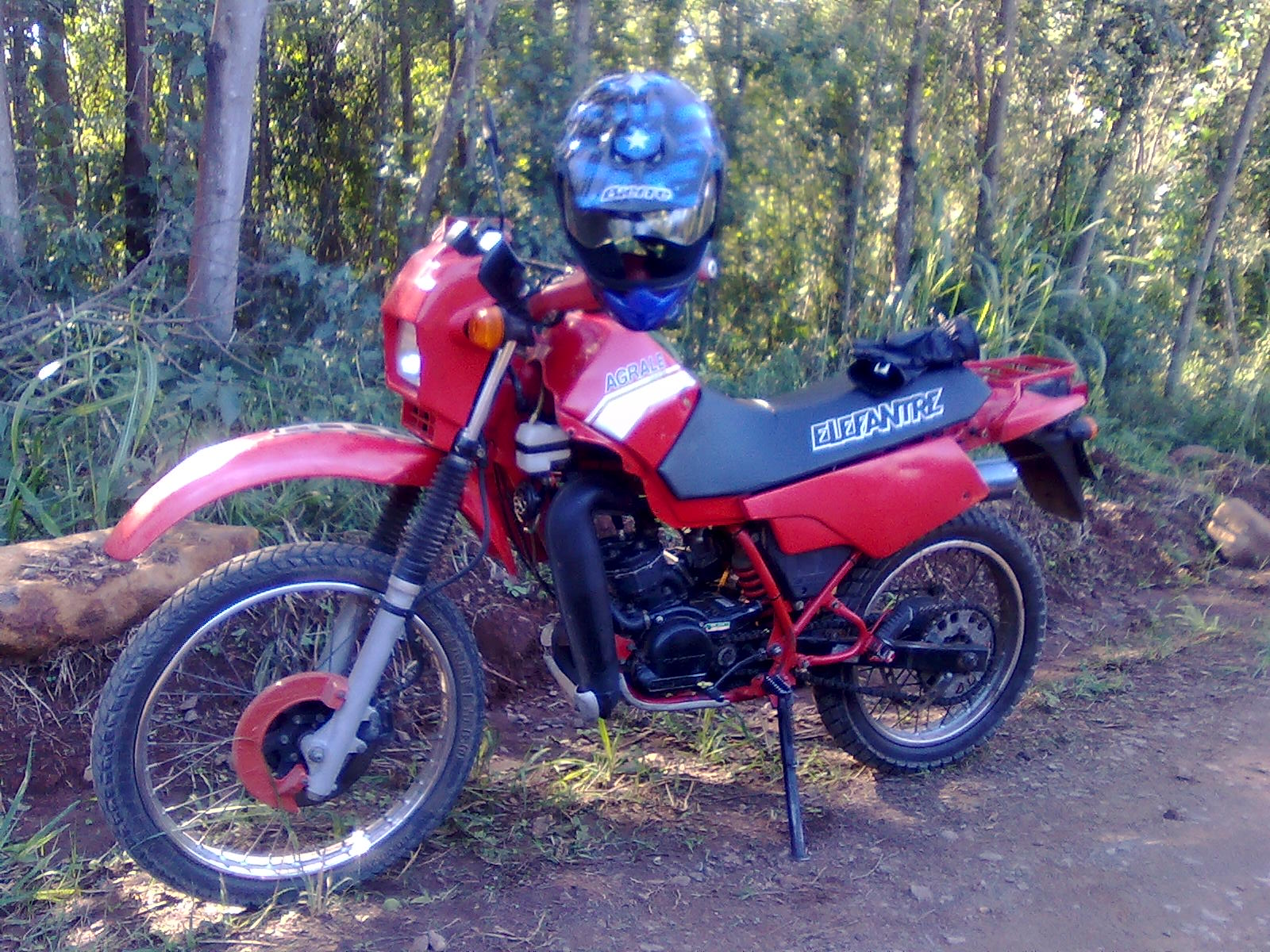
Agrale Elefantre 30.0

Ambas possuíram motores de dois tempos.

## Empresas do grupo
A Agrale faz parte do Grupo Francisco Stédile, que conta com as seguintes empresas: 
- Lintec, fabricante de motores e acoplados (motobombas, rocadeiras e grupos geradores), além de comercializar motores das marcas Agrale, Ruggerini e Lombardini;
- Agritech Lavrale, especializada em material agropecuário, como tratores e implementos agrícolas. Foi fundada em 2002 após a aquisição da subsidiária brasileira da Yanmar e fusão das atividades das duas empresas.[14]
- Fundituba, metalúrgica especializada em fabricação de  blocos de motores e cabeçotes para compressores;
- Fazenda Três Rios, produtora de milho, soja e trigo.